# Apocephalus indistinctus
Apocephalus indistinctus är en tvåvingeart som beskrevs av Brown 2000. Apocephalus indistinctus ingår i släktet Apocephalus och familjen puckelflugor.
Artens utbredningsområde är Ecuador. Inga underarter finns listade i Catalogue of Life.